# Republikanische Partei Turkmenistans
Die Republikanische Partei Turkmenistans (kurz RPT) ist eine Oppositionspartei aus Turkmenistan, die in dem autoritär regierten Land verboten ist und daher aus dem Exil geleitet wird. Vorsitzender der Partei ist Nurmuhammed Khanamov.

## Ausrichtung
Die Republikanische Partei Turkmenistans ist eine der bekanntesten Oppositionsparteien Turkmenistans. Sie positioniert sich offen gegen den amtierenden Präsidenten Gurbanguly Berdimuhamedow, der wie sein Vorgänger Saparmyrat Nyýazow jegliche Form von Opposition in Turkmenistan unterdrückt. Wie zahlreiche andere turkmenische Oppositionsgruppen ist die RPT daher aus dem Exil tätig, Zentrum der Parteiaktivitäten ist dabei Wien. Ziele der Partei sind primär die Demokratisierung Turkmenistans und die Beendigung der systematischen Menschenrechtsverletzungen in Turkmenistan. Die finanziellen und personellen Ressourcen der Exilopposition sind dabei insgesamt stark begrenzt, was auch für die Republikanische Partei gilt. Die Partei ist bemüht, Aufmerksamkeit für die Zustände in Turkmenistan zu gewinnen und Veränderungen herbeizuführen, unter anderem durch Appelle an internationale Organisationen und Regierungen und durch die Unterstützung einzelner Oppositioneller, die in Turkmenistan selbst tätig sind.

## Geschichte
Die Republikanische Partei Turkmenistans wurde im Jahr 2000 während der Präsidentschaft des ersten Staatsoberhaupts der unabhängigen Republik Turkmenistan, Saparmyrat Nyýazow, gegründet. Da die Registrierung einer oppositionellen Partei in Turkmenistan nicht möglich war und den Beteiligten politische Verfolgung und harte Strafen gedroht hätten, war die Partei von Beginn an vor allem aus dem Ausland tätig. Im Jahr 2002 kam es unter Leitung des ehemaligen turkmenischen Außenministers Boris Orazowiç Şyhmyradow, der nach seiner Amtszeit zu einem der prominentesten Gegner des turkmenischen Präsidenten wurde, zu einer Konferenz oppositioneller turkmenischer Gruppen in Wien, an der auch Vertreter der RPT teilnahmen. Dabei wurden unter anderem die Menschenrechtsverletzungen in Turkmenistan angeprangert. Erschwert wurde die Arbeit der Republikanischen Partei und der turkmenischen Opposition insgesamt durch ein gescheitertes Attentat auf Präsident Nyýazow am 25. November 2002, das zu einer neuen Welle von Verhaftungen prominenter Oppositioneller, darunter auch Şyhmyradows führte. Im September 2003 gaben mehrere Oppositionsgruppen nach einer Konferenz in Prag die Gründung der Union Demokratischer Kräfte Turkmenistans bekannt, zu der auch die RPT zählt.
Mit dem Tod des langjährigen Präsidenten Nyýazow am 21. Dezember 2006 entstand kurzzeitig die Hoffnung auf Veränderungen in Turkmenistan. Der Vorsitzende der RPT  Khanamov forderte bei einer Pressekonferenz vier Tage nach dem Tod des Präsidenten internationale Organisation und die turkmenischen Behörden auf, die Demokratisierung und die Abhaltung freier Wahlen zu ermöglichen. Er kündigte an, dass die turkmenische Opposition gewillt sei, mit einem gemeinsamen Kandidaten an demokratischen Wahlen in Turkmenistan teilzunehmen und versprach im Falle eines Wahlsiegs der Opposition eine Amnestie für die Verantwortlichen der Ära Nyýazow sowie die Erfüllung der langfristigen Verträge über Gaslieferungen ins Ausland. Gleichzeitig forderte Khanamov die Sicherheitsbehörden im Land auf, die Stabilität zu gewährleisten und den Ausbruch eines Bürgerkriegs zu vermeiden. Die Hoffnungen auf demokratische Reformen zerschlugen sich allerdings mit der Machtübernahme durch Gurbanguly Berdimuhamedow, der bei der Präsidentschaftswahl in Turkmenistan 2007 als Nachfolger bestätigt wurde und ebenfalls einen autoritären Machtanspruch vertrat.
 

Auch in der Ära Berdimuhamedow ist die Arbeit von Oppositionsparteien nur aus dem Ausland möglich, sodass die Zentrale der RPT weiterhin in Wien angesiedelt ist. Die zentrale Figur der Partei ist der Vorsitzende Nurmuhammed Khanamov, der zu den Gesichtern der turkmenischen Exilopposition zählt und die Tätigkeiten der RPT von Wien aus koordiniert. Er unterzeichnete zudem einen Brief der Republikanischen Partei an die Staatsoberhäupter der Staaten der Europäischen Union und der Vereinigten Staaten, der anlässlich des 25-jährigen Bestehens des unabhängigen Staates Turkmenistans im September 2016 verfasst wurde. Dieser endete mit einem Appell an die adressierten Staatsoberhäupter:
,,Wenn es in Ihrer Macht steht, die Leiden zu mildern oder das Leben zumindest einer Person zu retten, bitte, nutzen Sie die Autorität Ihres Landes! Drängen Sie die Behörden und persönlich den Präsidenten Berdimuhamedow zum Zutritt für internationale Beobachter, Ärzte und Anwälte zu den Gefängnissen, verlangen Sie das Ende von Folter und Erniedrigung, unmenschlicher Behandlung und Strafen, um die Lebensumstände politischer Gefangener zu verbessern und ihnen das Recht zu geben, mit ihren Verwandten zu kommunizieren."
Auch anlässlich der Präsidentschaftswahl in Turkmenistan 2017 machte Khanamov auf die Missstände in Turkmenistan aufmerksam und kritisierten den mangelnden politischen Wettbewerb bei der Wahl. Die Gegenkandidaten seien im Voraus genehmigt worden, eine Überraschung sei nicht zu erwarten, so die Einschätzung des Parteivorsitzenden vor der Wahl.
Die RPT ist weiterhin politisch aktiv, sieht sich aber mit erheblichen Schwierigkeiten konfrontiert. Die finanziellen Mittel der Partei sind begrenzt und die Aktivitäten konzentrieren sich maßgeblich auf den Parteivorsitzenden. Die Zusammenarbeit mit Dissidenten in Turkmenistan wird zudem durch die fortgesetzte Null-Toleranz-Politik der turkmenischen Regierung gegen jegliche Opposition erschwert.